# Championnat de Belgique de football 1967-1968
Navigation
Saison précédente Saison suivante
Le championnat de Belgique de football 1967-1968 est la 65e saison du championnat de première division belge.

## Clubs participants
Seize clubs prennent part à ce championnat, soit le même nombre que lors de l'édition précédente. Ceux dont le matricule est indiqué en gras existent toujours aujourd'hui.
| #  | Nom                                        | Mat. | Ville                | Stades                       | Entraîneur                | En D1 depuis (série) | Total en D1 | Saison précédente |
| -- | ------------------------------------------ | ---- | -------------------- | ---------------------------- | ------------------------- | -------------------- | ----------- | ----------------- |
| 1  | Royal Sporting Club Anderlechtois          | 35   | Anderlecht           | Stade Émile Versé            | András Béres              | 1935-1936 (31e)      | 37e         | 1er               |
| 2  | Royal Antwerp Football Club                | 1    | Anvers               | Bosuilstadion                | Harry Game                | 1901-1902 (59e)      | 64e         | 5e                |
| 3  | Royal Beerschot Athletic Club              | 13   | Anvers               | Kiel                         | Louis Van Beneden         | 1907-1908 (53e)      | 59e         | 10e               |
| 4  | Koninklijke Beringen Football Club         | 522  | Beringen             | Mijnstadion                  | Vlatko Konjevod           | 1962-1963 (6e)       | 12e         | 11e               |
| 5  | Sportkring Beveren-Waas                    | 2300 | Beveren              | Freethiel                    | Guy Thys                  | 1967-1968 (1re)      | 1re         | Division 2 : 1er  |
| 6  | Royal Football Club Brugeois               | 3    | Bruges               | De Klokke                    | Norberto Höfling          | 1959-1960 (9e)       | 46e         | 2e                |
| 7  | Royal Daring Club de Bruxelles             | 2    | Molenbeek            | Stade Oscar Bossaert         | Billy Elliott             | 1959-1960 (9e)       | 47e         | 8e                |
| 8  | Royal Olympic Club Charleroi               | 246  | Charleroi            | Stade de la Neuville         | Rik Geertsens             | 1967-1968 (1re)      | 23e         | Division 2 : 2e   |
| 9  | Royal Charleroi Sporting Club              | 22   | Charleroi            | Stade du Mambourg            | ?                         | 1966-1967 (2e)       | 12e         | 14e               |
| 10 | Royal Football Club Liégeois               | 4    | Rocourt              | Stade Vélodrome Oscar Flesch | Louis Dupal               | 1945-1946 (23e)      | 39e         | 3e                |
| 11 | Royal Standard Club Liège                  | 16   | Sclessin             | Stade de Sclessin            | Michel Pavic              | 1921-1922 (44e)      | 49e         | 4e                |
| 12 | Koninklijke Lierse Sportkring              | 30   | Lierre               | Stade Herman Vanderpoorten   | Staf Van den Bergh        | 1953-1954 (15e)      | 33e         | 9e                |
| 13 | Koninklijke Football Club Malinois         | 25   | Malines              | Achter de Kazerne            | András Dolgos             | 1965-1966 (3e)       | 32e         | 12e               |
| 14 | Royal Racing White                         | 47   | Woluwe-Saint-Lambert | Stade Fallon                 | Jef Vliers                | 1965-1966 (3e)       | 14e         | 13e               |
| 15 | Koninklijke Sint-Truidense Voetbalverening | 373  | Saint-Trond          | Stayenveld                   | Ward Volckaert            | 1957-1958 (11e)      | 11e         | 6e                |
| 16 | Koninklijke Sportvereniging Waregem        | 4451 | Waregem              | Regenboogstadion             | Frédéric Chaves d'Aguilar | 1966-1967 (2e)       | 2e          | 7e                |

### Localisation des clubs
| Antwerp FC Beerschot AC Lierse SK FC Malinois SK Beveren FC Brugeois SV Waregem Bruxelles Beringen FC Sint-Truidense VV FC Liégeois Standard CL Charleroi SC Olympic CC |

#### Localisation des clubs bruxellois
Les 3 cercles bruxellois sont:
(5) R. Daring CB
(6) R. SC Anderlecht
(15) R. Racing White

## Résultats

### Résultats des rencontres
Avec seize clubs engagés, 240 matches sont au programme de la saison.
| Résultats (▼dom., ►ext.)                                   | AND | ANT | BEE | BER | BEV | BRU | CHA | DAR | FCL | LIE | MAL | OLY | RRW | STA | STT  | WAR  |
| R. SC Anderlechtois                                        |     | 5-0 | 3-1 | 2-0 | 2-0 | 1-1 | 2-0 | 2-0 | 1-0 | 2-0 | 4-2 | 4-1 | 4-2 | 4-0 | 5-1  | 5-0  |
| R. Antwerp FC                                              | 2-3 |     | 0-0 | 1-2 | 0-0 | 0-2 | 0-0 | 2-5 | 1-1 | 3-1 | 1-2 | 2-0 | 0-2 | 0-0 | 3-1  | 3-1  |
| R. Beerschot AC                                            | 2-0 | 3-1 |     | 3-0 | 2-0 | 0-0 | 3-0 | 3-3 | 3-0 | 2-4 | 1-1 | 5-0 | 2-1 | 2-1 | 0-2  | 0-0  |
| K. Beringen FC                                             | 2-0 | 0-1 | 0-0 |     | 2-0 | 0-1 | 1-2 | 3-1 | 1-0 | 5-3 | 3-0 | 2-5 | 4-3 | 1-3 | 2-1  | 4-2  |
| SK Beveren-Waas                                            | 1-2 | 0-1 | 3-2 | 1-1 |     | 1-2 | 2-0 | 2-0 | 2-1 | 0-3 | 0-0 | 0-1 | 0-2 | 1-1 | 3-1  | 1-3  |
| R. FC Brugeois                                             | 2-2 | 1-0 | 3-1 | 3-1 | 1-0 |     | 1-0 | 4-1 | 4-2 | 3-1 | 5-0 | 3-0 | 0-0 | 2-0 | 0-0  | 2-1  |
| R. Charleroi SC                                            | 1-3 | 1-1 | 1-0 | 2-0 | 5-2 | 1-0 |     | 0-0 | 0-0 | 4-2 | 1-0 | 2-1 | 1-3 | 0-1 | 2-0  | 2-3  |
| R. Daring CB                                               | 1-0 | 1-0 | 2-0 | 0-2 | 0-0 | 1-4 | 5-0 |     | 3-1 | 1-0 | 1-0 | 1-0 | 3-2 | 0-4 | 0-1  | 1-1  |
| R. FC Liégeois                                             | 0-3 | 2-0 | 1-0 | 1-1 | 2-0 | 0-2 | 2-0 | 4-4 |     | 2-0 | 1-0 | 2-1 | 1-0 | 1-1 | 2-1  | 0-0  |
| K. Lierse SK                                               | 2-4 | 4-1 | 3-1 | 1-0 | 0-0 | 3-1 | 3-1 | 2-1 | 3-2 |     | 1-0 | 5-1 | 5-2 | 2-2 | 0-5F | 0-5F |
| K. FC Malinois                                             | 0-0 | 2-0 | 1-2 | 3-1 | 1-2 | 0-2 | 0-1 | 3-1 | 4-1 | 4-0 |     | 1-2 | 2-1 | 1-2 | 0-1  | 0-1  |
| R. Olympic CC                                              | 1-0 | 0-0 | 2-0 | 3-2 | 0-2 | 1-1 | 0-3 | 0-1 | 0-1 | 3-0 | 0-0 |     | 0-1 | 1-2 | 1-3  | 1-0  |
| R. Racing White                                            | 1-1 | 2-0 | 1-4 | 0-0 | 1-2 | 0-0 | 1-0 | 2-0 | 1-1 | 2-2 | 2-2 | 3-1 |     | 0-1 | 2-2  | 2-0  |
| R. Standard CL                                             | 0-0 | 0-0 | 2-0 | 2-1 | 3-0 | 1-2 | 3-2 | 4-1 | 2-1 | 4-0 | 3-0 | 3-1 | 2-0 |     | 2-2  | 1-2  |
| K. Sint-Truidense VV                                       | 0-2 | 0-0 | 3-0 | 4-0 | 1-1 | 2-1 | 2-0 | 3-2 | 2-0 | 4-0 | 1-2 | 1-1 | 4-2 | 3-2 |      | 0-1  |
| K. SV Waregem                                              | 1-1 | 1-0 | 0-0 | 2-1 | 2-4 | 1-0 | 1-1 | 5-2 | 1-0 | 1-0 | 0-1 | 1-1 | 0-0 | 1-1 | 2-1  |      |
| - Victoire à domicile - Match nul - Victoire à l'extérieur |     |     |     |     |     |     |     |     |     |     |     |     |     |     |      |      |

- Le Lierse perd ses deux dernières rencontres à domicile par forfait « pour avoir aligné un joueur non-qualifié ». Le 19 mai 1968 contre Saint-Trond (terrain victoire 3-1) et une semaine plus tard contre Waregem (terrain victoire 1-0). Cette dernière partie arrêtée le 21 janvier puis reprogrammée initialement au 6 avril avait été remise une nouvelle fois.

### Classement final
| Rang | Équipe                | Pts | J  | G  | N | P  | Bp | Bc | Diff |
| ---- | --------------------- | --- | -- | -- | - | -- | -- | -- | ---- |
| 1    | R. SC ANDERLECHTOIS T | 46  | 30 | 20 | 6 | 4  | 67 | 24 | +43  |
| 2    | R. FC Brugeois C      | 45  | 30 | 19 | 7 | 4  | 53 | 21 | +32  |
| 3    | R. Standard CL        | 40  | 30 | 16 | 8 | 6  | 53 | 31 | +22  |
| 4    | K. SV Waregem         | 36  | 30 | 14 | 8 | 8  | 39 | 35 | +4   |
| 5    | K. Sint-Truidense VV  | 34  | 30 | 14 | 6 | 10 | 52 | 38 | +14  |
| 6    | R. Beerschot AC       | 29  | 30 | 11 | 7 | 12 | 42 | 38 | +4   |
| 7    | K. Lierse SK          | 27  | 30 | 12 | 3 | 15 | 50 | 66 | -16  |
| 8    | R. Charleroi SC       | 27  | 30 | 11 | 5 | 14 | 33 | 42 | -9   |
| 9    | R. Daring CB          | 27  | 30 | 11 | 5 | 14 | 42 | 54 | -12  |
| 10   | R. FC Liégeois        | 27  | 30 | 10 | 7 | 13 | 32 | 41 | -9   |
| 11   | R. Racing White       | 27  | 30 | 9  | 9 | 12 | 41 | 44 | -3   |
| 12   | K. Beringen FC        | 26  | 30 | 11 | 4 | 15 | 42 | 50 | -8   |
| 13   | SK Beveren-Waas       | 25  | 30 | 9  | 7 | 14 | 30 | 42 | -12  |
| 14   | K. FC Malinois        | 23  | 30 | 9  | 5 | 16 | 32 | 41 | -9   |
| 15   | R. Antwerp FC         | 21  | 30 | 6  | 9 | 15 | 23 | 42 | -19  |
| 16   | R. Olympic CC         | 20  | 30 | 8  | 4 | 18 | 29 | 51 | -22  |

Légende
- Champion de Belgique 1968 et qualifié pour la « Coupe des clubs champions » la saison suivante
- Club qualifié pour la « Coupe des vainqueurs de coupe » pour la saison suivante
- Club inscrit en « Coupe des Villes de Foires » pour la saison suivante
- Club relégué pour la saison suivante

Abréviations
T : Tenant du titre 1967

C : Vainqueur de la Coupe de Belgique 1967-1968

 : club promu de « Division 2 » depuis la saison précédente

### Meilleurs buteurs
Paul Van Himst (R. SC Anderlechtois) et  Roger Claessen (R. Standard CL), terminent ex æquo meilleurs buteurs avec 20 goals. Paul Van Himst est le quatrième joueur à remporter trois fois cette distinction. Pour Roger Claessen, c'est une première, faisant de lui le 43e joueur belge différent à obtenir cette récompense. C'est également la quatrième saison qui voit deux joueurs terminer à égalité de buts.

#### Classement des buteurs
Le tableau ci-dessous reprend les 21 meilleurs buteurs du championnat, soit les joueurs ayant inscrit dix buts ou plus durant la saison.
| #   | Pays | Joueur               | Club                 | Buts | Matches joués |
| --- | ---- | -------------------- | -------------------- | ---- | ------------- |
| 1.  |      | Roger Claessen       | R. Standard CL       | 20   | 27            |
| =.  |      | Paul Van Himst       | R. SC Anderlechtois  | 20   | 28            |
| 3.  |      | Léon Ritzen          | R. Beerschot AC      | 18   | 29            |
| 4.  |      | Johan Devrindt       | R. SC Anderlechtois  | 17   | 27            |
| 5.  |      | Ludwig Zorgvliet     | K. Lierse SK         | 15   | 28            |
| 6.  |      | Victor Lunga         | K. Beringen FC       | 13   | 24            |
| =.  |      | Roger Foulon         | R. Daring CB         | 13   | 27            |
| =.  |      | Eddy Koens           | K. Sint-Truidense VV | 13   | 30            |
| =.  |      | Frans Janssens       | K. Lierse SK         | 13   | 30            |
| 10. |      | Johny Thio           | R. FC Brugeois       | 12   | 27            |
| =.  |      | Jean Boulet          | R. Charleroi SC      | 12   | 28            |
| =.  |      | Frans Vermeyen       | K. Lierse SK         | 12   | 29            |
| =.  |      | Herman Jacobs        | R. Racing White      | 12   | 30            |
| 14. |      | Odilon Polleunis     | K. Sint-Truidense VV | 11   | 28            |
| =.  |      | Raoul Lambert        | R. FC Brugeois       | 11   | 28            |
| 16. |      | Jean Janssens        | SK Beveren-Waas      | 10   | 20            |
| =.  |      | Georges Ballard      | K. FC Malinois       | 10   | 23            |
| =.  |      | André Van Horenbeke  | K. SV Waregem        | 10   | 26            |
| =.  |      | Prudent Bettens      | K. SV Waregem        | 10   | 30            |
| =.  |      | Jean-Pierre Kasprzak | K. Beringen FC       | 10   | 30            |
| =.  |      | Pierre Carteus       | R. FC Brugeois       | 10   | 30            |

## Parcours européens des clubs belges

### Parcours du RSC Anderlecht en Coupe des clubs champions
Anderlecht franchit le premier tour sans trop de difficultés, en écarte les Allemands de l'Est du FC Karl-Marx-Stadt avec deux victoires (1-3 puis 2-1).
Mais dès les huitièmes de finale, les « Mauves » buttent à nouveau sur un écueil tchécoslovaque. Après le Dukla Prague, c'est le Sparta Prague qui élimine le champion de Belgique. Battu (3-2) en déplacement, Anderlecht échoue à renverser la tendance au match retour. Menés après un but de Václav Mašek, le Sporting se reprend et mène 3-1 grâce à deux buts de Paul Van Himst et un de Johan Devrindt. Mais dans les cinq dernières minutes, leurs adversaires égalisent par Václav Mašek à nouveau et Ivan Mráz, offrant un partage et la qualification aux visiteurs.

### Parcours du Standard de Liège en Coupe des vainqueurs de coupe
Le Standard franchit deux tours. D'abord, il sort le club turc d'Altay SK Izmir, grâce à une victoire en déplacement (2-3) et un partage à domicile (0-0). Ensuite, il élimine Aberdeen avec une victoire à domicile (3-0) suivie d'une défaite au match retour (2-0) sans conséquence.
Au troisième tour, les « Rouches » héritent de l'AC Milan. Les deux manches se soldent sur un score identique (1-1), malgré une prolongation de deux fois 30 minutes, lors du match retour. Un « Replay » est joué à San Siro. Les « Rossoneri » font la différence (2-0) et passent au tour suivant.

### Parcours en Coupe des villes de foires
Sur les trois clubs belges engagés dans cette édition, deux ne franchissent pas le premier tour. Le FC Brugeois est éliminé par le Sporting Lisbonne. Après avoir partagé 0-0 à domicile, les brugeois sont battus 2-1 au stade Alvalade et quittent la compétition. L'Antwerp, déjà en difficulté en championnat, est sorti par les turcs du Göztepe Izmir, subissant une défaite à domicile (1-2), suivie d'un partage vierge au match retour.
Le seul club belge à sortir vainqueur est le RFC Liégeois, qui remporte ses deux rencontres face aux grecs du PAOK Salonique (0-2 et 3-2). Le club liégeois est cependant éliminé au tour suivant, subissant deux défaites des œuvres des écossais de Dundee (3-1 et 1-4).

## Récapitulatif de la saison
- Champion : R. SC Anderlechtois (14e titre)
- Première équipe à remporter quatorze titres de champion de Belgique
- Première équipe à remporter cinq titres consécutifs, une performance jamais égalée depuis
- 36e titre pour la province de Brabant.

| Région flamande (9)             | Région flamande (9) | Province de Brabant (3)      | Province de Brabant (3) | Région wallonne (4)    | Région wallonne (4) |
| ------------------------------- | ------------------- | ---------------------------- | ----------------------- | ---------------------- | ------------------- |
| Province d'Anvers               | 4                   | Région de Bruxelles-Capitale | 3                       | Province de Hainaut    | 2                   |
| Province de Flandre-Occidentale | 2                   | Province du Brabant flamand  | 0                       | Province de Liège      | 2                   |
| Province de Flandre-Orientale   | 1                   | Province du Brabant wallon   | 0                       | Province de Luxembourg | 0                   |
| Province de Limbourg            | 2                   |                              |                         | Province de Namur      | 0                   |

1. ↑  Au niveau footballistique, la province de Brabant est toujours unitaire malgré sa partition territoriale en 1995.

### Admission et relégation
L'Olympic Charleroi, néo-promu, et l'Antwerp sont relégués en Division 2. La relégation du « Great Old » anversois est un événement. Le club est présent dans la plus haute division depuis le championnat 1901-1902, soit 59 saisons consécutives, qui établit un nouveau record. La plus longue série en cours est désormais celle du Beerschot, un autre club anversois, avec 53 saisons consécutives de présence.
Les deux clubs promus sont La Gantoise et l'Union Saint-Gilloise.

### Débuts en Division 1
Un club fait ses débuts dans la plus haute division belge. Il est le 53e club différent à y apparaître.
- Le SK Beveren-Waes est le 6e club de la province de Flandre-Orientale à évoluer dans la plus haute division belge.

### Changement de nom
En fin de saison, le R. Beerschot AC (matricule 13) change son appellation et devient le Koninklije Beerschot Voetbal en Atletiek Vereniging (matricule 13), en abrégé « K. Beerschot VAV ».

### Championnat d'Europe des Nations
L'épreuve imaginée par le Français Henri Delaunay est adaptée et désormais, une phase de groupe désigne les huit nations prenant part aux quarts de finale. La « Coupe d'Europe des Nations » devient le Championnat d'Europe des Nations.
Les « Diables Rouges » ne parviennent pas à se qualifier. Ils sont devancés dans leur groupe par la France et sont éliminés. Trente ans après sa deuxième victoire en Coupe du monde, l'Italie obtient une nouvelle grande victoire en battant la Yougoslavie lors d'une finale rejouée.

### Bilan de la saison
| Championnat de Belgique de football 1967-1968 |                                           |
| Champion                                      | R. SC Anderlechtois (14e titre)           |
| Dauphin                                       | R. FC Brugeois                            |
| Coupes et trophées                            |                                           |
| Vainqueur de la Coupe de Belgique 1967-1968   | R. FC Brugeois                            |
| Qualifications continentales                  |                                           |
| Coupe des clubs champions européens 1968-1969 | R. SC Anderlechtois (Seizièmes de finale) |
| Coupe des vainqueurs de coupe 1968-1969       | R. FC Brugeois (Premier tour)             |
| Coupe des villes de foires 1968-1969          | R. Standard CL (Premier tour)             |
| Coupe des villes de foires 1968-1969          | K. SV Waregem (Premier tour)              |
| Coupe des villes de foires 1968-1969          | R. Beerschote AC (Premier tour)           |
| Coupe des villes de foires 1968-1969          | R. Racing White (Premier tour)            |
| Promotions et relégations                     |                                           |
| Promus en Division 1                          | ARA La Gantoise                           |
| Promus en Division 1                          | Union Saint-Gilloise SR                   |
| Relégués en Division 2                        | R. Antwerp FC                             |
| Relégués en Division 2                        | R. Olympic CC                             |

## Événements politiques en Belgique durant la saison et conséquences sur les clubs de football
Durant la saison a lieu l'Affaire de Louvain, qui donne le coup d'envoi décisif de la régionalisation et mène à la transition vers la fédéralisation de la Belgique.
En marge de cet épisode dit du « Walen Buiten » et faisant suite à l'extension du mouvement flamand et aux revendications y attenantes, de nombreux clubs néerlandophones « flamandisent » leur appellation officielle, c'est-à-dire adoptent une dénomination en néerlandais. Le phénomène entamé lentement quelques années plus tôt prend de l'ampleur dans les saisons qui suivent.
Pour rappel, l'implantation du football en Belgique a eu lieu à la fin du XIXe siècle, et cela par et dans les personnees les plus aisées de la population, car les seules ayant réellement du temps à consacrer à la pratique d'activités sportives. Or, à cette époque des « pionniers », l'élite flamande est majoritairement francophone, voire francophile. C'est pour cela que de nombreux clubs flamands parmi les plus anciens portent majoritairement une appellation française jusqu'au début des années 1960 (FC Malinois, FC et CS Brugeois, La Gantoise, Stade Louvaniste, etc.).